# کنجی میسومی
میسومی کنجی (به ژاپنی: 三隅 研次 Misumi Kenji)؛ ۲ مارس ۱۹۲۱ – ۲۴ سپتامبر ۱۹۷۵ کارگردان فیلم اهل ژاپن بود. گرگ تنها و توله: شمشیر انتقام (۱۹۷۲)
، گرگ تنها و توله:کالسکه بچه در رودخانه استوکس (۱۹۷۲)، گرگ تنها و توله:کالسکه بچه به سوی ایزد مرگ (۱۹۷۲) و گرگ تنها و توله:کالسکه بچه در سرزمین شیاطین (۱۹۷۳) نمونه‌هایی از ساخته‌های این کارگردان هستند.